# Буддийский университет имени Дзанабадзара
Будди́йский университе́т имени Г. Дзанабадза́ра (монг. Өндөр гэгээн Занабазарын нэрэмжит Бурхан шашны Их сургууль) — высшее учебное заведение религиозного (буддийского) образования в Улан-Баторе (Монголия). Был основан в 1970 году в монастыре Гандантэгченлин как единственное учреждение религиозного образования в Монголии. Находится в ведении Монгольской Ассоциации буддистов и готовит кадры лам для нужд монгольской паствы. Ректором университета является габджу, доктор исторических наук Шагдарсурэнгийн Сонинбаяр.
В архиве университета находится свыше 50 тысяч рукописей.
Университет сотрудничает с российскими буддийскими организациями. Так, его выпускниками являются бурятский лама, настоятель Санкт-Петербургского дацана (1991—1997) Данзан-Хайбзун Самаев и Хамбо-лама Бурятии Дамба Аюшеев.